# La muerte del autor
Las premisas “La muerte del autor” o la “desaparición del autor” son planteamientos correspondientes a la teoría literaria contemporánea. Se intenta explicar que hoy en día es necesario saber que un texto escrito no pertenece a su autor, más bien pertenece a la cultura en general y al lector. Esto es porque todo texto son citas infinitas de otros textos, son ideas entrecruzadas que provienen del pasado cultural histórico. Es por ello que hoy en día el autor al escribir una novela, un cuento, un texto en general; desaparece, muere. Pues estas ideas infinitas que se plasman en el papel, no le pertenecen propiamente a él, sino más bien, a la cultura e historia en general. El autor debe desaparecer también, porque no existe un lector absoluto, por ende, serán muchas las interpretaciones que se les darán a una novela. Estas son teorías y prácticas de la literatura contemporánea, que permiten leer novelas o un texto cualquiera, teniendo en cuenta que el discurso escrito y el lector, son más relevantes que el autor. Hoy en día, muchos teóricos literarios y filósofos han estudiado sobre esto, por ejemplo Roland Barthes, Michel Foucault y Jacques Derrida.

## Roland Barthes: "La muerte del autor"
Roland Barthes (Cherburgo, 12 de noviembre de 1915 – París, 25 de marzo de 1980) fue un escritor, filósofo, ensayista y semiólogo francés. Este estudioso escribió un texto teórico titulado La muerte del autor, donde se nos explica que el acto de escribir se reforma, un escrito es una reconstrucción, un reescrito, por ello que el autor desaparece o metafóricamente muere. Él afirma que la idea de autor tiene que ver con un gesto, con la idea de firma, de apropiarse de las ideas, sin embargo, hay que ser conscientes de que las ideas escritas en un papel, no son propias de cada persona, pertenecen a la cultura histórica en general. Por esto, plantea que para dar existencia al lector, la voz del autor debe desaparecer. Todo esto porque el discurso escrito no es una categoría fija, pues cada lector le da una posible interpretación a dicho texto. Por tanto, explica que el texto es una reescritura, es un tejido de citas donde se mezclan todas las culturas, se reescribe y se reactualiza, dejando de ser una categoría fija. Por esto, tiene que desaparecer el autor, para que pueda existir el lector, como un agente reconstructor. En definitiva se plantea que un texto es un entretejido de citas que vienen de distintos tipos de culturas. Hay que tener presente que el autor es una categoría moderna, por el sentido de pertenencia que entrega la firma. Es así como llega a la conclusión de que el autor es un personaje moderno donde solo importa el prestigio del individuo. Pero no se toma en cuenta que lo que escribe ese autor son ideas que pertenecen a la cultura y no propiamente a él. Hay que valorar el sentido de reconstrucción múltiple que tiene el texto, lo cual le permite interactuar con todos los otros textos, pues todos pertenecen a una propiedad: la cultura. Pero el sentido de pertenencia que está presente en esta época moderna, se da por el positivismo en la literatura, como resultado de la ideología capitalista, la cual da la máxima importancia al autor como persona propietaria de sus ideas, con las cuales puede lucrar. Hoy en día esto es posible porque importan mucho las biografías, los diarios, los manuales, etcétera, donde vemos cómo en gran parte la cultura tiene en su centro al autor. Esto tiene que ver con lo que el autor llama el poderoso imperio del autor. Si bien es un planteamiento de Barthes, Mallarmé también influye sobre él, diciendo que es el lenguaje el que habla y no el autor. Escribir es alcanzar el punto en el cual solo la lengua actúa. Así, el nacimiento del lector tiene que ocurrir a costa de la muerte del autor. Para los surrealistas el lenguaje no tiene una posición soberana, más bien tiene una idea de la escritura colectiva, donde se desacraliza la imagen del autor. Para Bertolt Brecht, para poder leer un texto, debe existir un alejamiento del autor, un distanciamiento de este y así obtener distintas perspectivas del texto.

## Michel Foucault: "¿Qué es un autor?"
Michel Foucault (1926-1984) fue un historiador, filósofo y escritor francés. Entre sus consideraciones existen aquellas referidas a las teorías contemporáneas que plantean la muerte del autor en una obra literaria o cualquier texto escrito. Su texto que hace referencia a esto se llama "¿Qué es un autor?" (1969). Ahí se plantea principalmente que el autor está relacionado con la idea de la muerte, donde se explica que la obra sobrevive al autor; quien, como categoría, nunca fue tal en vida. La diferencia que tiene con los planteamientos de Barthes, es que aquí se expone que tanto autor como obra no son una categoría fija. Se agrega que la obra tiene derecho de matar al autor, por ello nace la pregunta: ¿qué es la obra? Esta, como se dijo, no es una categoría absoluta, es por tanto ¿lo que creó el autor? Para responder esto hay que pensar la escritura como ausencia, donde se conserva la muerte del autor y sobrevive la obra como tal. Es importante la idea de transdiscursividad que plantea este filósofo. Esto explica que un texto es una idea de citas infinitas donde todos pueden dialogar, el discurso es una posibilidad infinita, donde se instaura la discursividad, y la posibilidad infinita de aplicación. También es importante el planteamiento de reactualización, que expone que constantemente estamos volviendo a un discurso escrito, es imposible que solo lo leamos una vez, si más bien se lee constantemente las ideas en diferentes textos, que dialogan entre ellos. Se recalca la idea que no es solo el tema del sujeto que escribe en un lenguaje, se trata de la apertura del espacio donde el sujeto que escribe no deja de desaparecer. Vemos por tanto, el parentesco de la escritura con la muerte, el relato es el que remide esa muerte. Por ejemplo lo que ocurre con el libro Las mil y una noches, donde tanto el tema y el pretexto es no morir, donde se pretende hacer una obra y un tema infinita. Por lo tanto, la obra ahora tiene derecho a matar al autor, es preciso ocupar el lugar del muerto en la escritura, hacer una barredura de los caracteres individuales del sujeto que escribe, argumenta Foucault. Con todo esto, nace la pregunta: ¿Qué es una obra, es lo que escribió el autor? ¿Cómo se puede definir una obra? Esto se responde entendiendo que la palabra obra y unidad son problemáticas como categorías de autor, del cual no se pueden prescindir. Pero esto no ocurre si la noción de escritura le da al autor un estatus a su nueva ausencia, por lo que pasaría a ser sagrado el carácter de la escritura. Por todo esto que Foucault, el autor debe ser borrado en beneficio de las formas propias del discurso, pues no hay un sujeto absoluto que interprete las obras. Más bien, hay múltiples interpretaciones y múltiples ideas infinitas que completan este tejido de citas que es el discurso escrito.

## Otros autores relacionados
Umberto Eco en "Lector in Fabula", entre otros, define al autor como una estrategia o función dentro del texto. 
Jonathan Culler Con sus libros: «Deconstrucción», «Escritura y logocentrismo».
Jacques Derrida. Con su texto: “La estructura, el signo y el juego en el discurso de las ciencias humanas”. La escritura y la diferencia.
Walter Ong. Con: Oralidad y escritura. Tecnología de la palabra.
Terry Eagleton Con su libro: "Una introducción a la teoría literaria"